# Félicien Juttner
Pour les articles homonymes, voir Juttner.
Félicien Juttner est un acteur de théâtre français, formé au Conservatoire national supérieur d'art dramatique.
Il est pensionnaire de la Comédie-Française de 2010 à 2014.

## Biographie
Félicien Juttner a étudié au lycée Masséna, situé à Nice, en France.

## Filmographie
- 2003 : Submersible de Pierre Pinaud
- 2004 : Les Amants réguliers de Philippe Garrel
- 2007 : Les Murs porteurs de Cyril Gelblat
- 2010 : Contes et nouvelles du XIXe siècle : Le Fauteuil hanté de Claude Chabrol
- 2010 : Les Bleus, premiers pas dans la police : 
  - Le Passé retrouvé de Christophe Douchand
  - L'Envers du décor de Christophe Douchand
  - Corps étrangers de Stéphane Clavier
- 2013 : Ça ne peut pas continuer comme ça de Dominique Cabrera (TV)
- 2014 : Ceux de 14 d'Olivier Schatzky (TV)
- 2016 : Cézanne et moi de Danièle Thompson
- 2017 : Mystère place Vendôme de Renaud Bertrand (TV)
- 2018 : Ben de Akim Isker (TV)
- 2019 : Hanna (TV)
- 2020 : Alex Hugo, Un rêve impossible (TV)
- 2020 : Faux semblants d'Akim Isker : Olivier Larive
- 2023 : Le Consentement de Vanessa Filho
- 2025 : Meurtres en dentelles d'Adeline Darraux (TV)
- 2025 : Tout le monde ment, épisode Les Repentis (TV)

## Théâtre

### Hors Comédie-Française
- 2004 : Les Enfants d'Edward Bond, mise en scène Jean-Pierre Garnier, Théâtre du Marais
- 2005 : La Femme fantasque et Les Cancans de Carlo Goldoni, mise en scène Muriel Mayette, Conservatoire national supérieur d'art dramatique
- 2006 : Le Songe d'August Strindberg, mise en scène Lukas Hemleb, Conservatoire national supérieur d'art dramatique
- 2006 : Samuel Beckett Atelier Masque, mise en scène Mario Gonzalez, Conservatoire national supérieur d'art dramatique
- 2007 : Les Géants de la montagne de Luigi Pirandello, mise en scène Laurent Laffargue, Théâtre de la Ville, tournée
- 2007 : Une confrérie de farceurs d'après Bernard Faivre, mise en scène François Chattot, Jean-Louis Hourdin, Théâtre du Vieux-Colombier
- 2010 : Vaterland, le pays du père d'après Jean-Paul Wenzel, mise en scène Cécile Backès, tournée
- 2010 : La Coupe et les lèvres d'Alfred de Musset, mise en scène Jean-Pierre Garnier, Théâtre de la Tempête
- 2011 : La Coupe et les lèvres d'Alfred de Musset, mise en scène Jean-Pierre Garnier, Théâtre des Treize Vents
- 2017 : La Nouvelle d'Eric Assous, mise en scène Richard Berry, théâtre de Paris
- 2018 : Le Tartuffe de Molière, mise en scène Peter Stein, théâtre de la Porte Saint-Martin
- 2021 : Feuilleton GOLDONI, les aventures de Zelinda et de Lindoro, mise en scène Muriel Mayette-Holtz Théâtre national de Nice, d’après la trilogie Les Aventures de Zelinda et Lindoro de Carlo Goldoni
- 2023 - 2024 : Les Fourberies de Scapin de Molière, mise en scène Muriel Mayette-Holtz, Théâtre national de Nice, La Criée (théâtre)
- 2024 : Une trilogie newyorkaise, d'après le livre de Paul Auster, mise en scène d'Igor Mendjisky, L'Azimut[2].

### Comédie-Française
- Entrée à la Comédie-Française le 18 juin 2010
- 2010 : Les Oiseaux d'Aristophane, mise en scène Alfredo Arias, Salle Richelieu, Cyrano et Prométhée (en alternance)
- 2010 : Chansons des jours avec et chansons des jours sans, Philippe Meyer, mise en scène Philippe Meyer, Studio-Théâtre, chanteur
- 2010 : Les Habits neufs de l'empereur de Hans Christian Andersen, mise en scène Jacques Allaire, Studio-Théâtre, un voleur
- 2011 : La Maladie de la famille M.[3], mise en scène Fausto Paravidino, Théâtre du Vieux-Colombier, Fabrizio
- 2011 : L'Opéra de quat'sous de Bertolt Brecht, musique Kurt Weill, mise en scène Laurent Pelly, Salle Richelieu, Jacob et un mendiant
- 2011 : Chansons déconseillées, mise en scène Philippe Meyer, Studio-Théâtre
- 2011 : La Noce de Bertolt Brecht, mise en scène Isabel Osthues, Théâtre du Vieux-Colombier, le jeune homme
- 2011: Une puce, épargnez-la de Naomi Wallace, mise en scène Anne-Laure Liégois, Salle Richelieu, Bunce
- 2012-2013 : Un Chapeau de paille d'Italie d'Eugène Labiche, mise en scène Giorgio Barberio Corsetti, Salle Richelieu, Bobin, neveu de Nonancourt
- 2013 : Hernani de Victor Hugo, mise en scène Nicolas Lormeau, Théâtre du Vieux-Colombier, Hernani
- 2013: Carte Blanche: Felicien Juttner, Théâtre du Vieux-Colombier
- 2013 : La Tête des autres de Marcel Aymé, mise en scène Lilo Baur, Théâtre du Vieux-Colombier, Gorin et Louis Andrieu
- 2013: Psyché de Molière, mise en scène Véronique Vella, Salle Richelieu, Cléomène
- 2014 : Cabaret Barbara de Barbara, mise en scène Béatrice Agenin, Studio-Théâtre

## Doublage

### Cinéma

#### Films
- Eddie Redmayne dans : 
  - My Week with Marilyn (2011) : Colin Clark
  - Les Misérables (2012) : Marius

- Ben Schnetzer dans : 
  - La Voleuse de livres (2013) : Max Vandenburg
  - Otages à Entebbe (2018) : Zeev Hirsch

- Adam Driver dans :
  - Paterson  (2016) : Paterson
  - Megalopolis (2024) : Cesar Catilina

- 2009 : The Reader : Michael Berg jeune (David Kross)
- 2010 : Les Yeux de Julia : Docteur Román (Daniel Grao)
- 2011 : Destination finale 5 : Sam Lawton (Nicholas D'Agosto)
- 2014 : The Two Faces of January : Rydal Keener (Oscar Isaac)
- 2014 : Winter Sleep : Ismail (Nejat İşler)
- 2014 : Les Enquêtes du département V : Profanation : Ditlev Pram (Pilou Asbæk)
- 2015 : Every Thing Will Be Fine : Tomas (James Franco)
- 2015 : Ex Machina : Caleb (Domhnall Gleeson)
- 2015 : Macbeth : Malcolm (Jack Reynor)
- 2015 : El Club : Sandokan (Roberto Farías)
- 2016 : Free Love : Quesada (Gabriel Luna)
- 2016 : Le Livre de la jungle : un loup de la meute d'Akela [Qui ?] (voix)
- 2016 : Fais de beaux rêves : Massimo (Valerio Mastandrea)
- 2017 : Transformers: The Last Knight : l'agent Santos (Santiago Cabrera)
- 2017 : The Incredible Jessica James : Damon (Lakeith Stanfield)
- 2018 : Cinquante nuances plus claires : Luke Sawyer (Brant Daugherty)
- 2018 : Everybody Knows : Joan (Roger Casamajor)
- 2018 : Marie Madeleine : Joseph (Ryan Corr)
- 2018 : Capharnaüm : Aspro (Alaa Chouchniye)
- 2018 : Transit : Paul (Sebastian Hülk)
- 2019 : Adults in the Room : Yánis Varoufákis (Chrístos Loúlis)
- 2019 : Dark Waters : Robert Bilott (Mark Ruffalo)
- 2020 : Cuban Network : Juan Pablo Roque (Wagner Moura)
- 2020 : La Mission : Almay (Michael Angelo Covino)
- 2021 : Tre piani : Lucio (Riccardo Scamarcio)
- 2022 : Armageddon Time : Irving Graff (Jeremy Strong)
- 2023 : The Old Oak : Garry (Jordan Louis)
- 2023 : L'Enlèvement : le cardinal Giacomo Antonelli (Filippo Timi)
- 2023 : Il reste encore demain : Nino (Vinicio Marchioni)
- 2024 : Emilia Pérez : Berlinger (Eduardo Aladro)
- 2024 : La Chambre d'à côté : ? (?)
- 2024 : The Brutalist : Attila (Alessandro Nivola)
- 2025 : L'Amour dans l'objectif (en) : ? (?)

#### Films d'animation
- 2018 : Miraï, ma petite sœur : Yukko
- 2021 : Belle : Justin
- 2023 : Le Royaume de Kensuké : le père de Michael[4]
- 2025 : Une nuit au zoo : Félix[5]

### Télévision

#### Téléfilms
- 2012 : Hemingway and Gellhorn : Robert Capa (Santiago Cabrera)

#### Séries télévisées
- Eldar Skar (no) dans :
  - Mammon, la révélation (2014) : Gjermund, journaliste au VG
  - Occupied (2015-2020) : Hans Martin Djupvik (24 épisodes)

- 2012 : Dexter : Sal Price (Santiago Cabrera)
- 2016-2022 : Animal Kingdom : Craig Cody (Ben Robson (en)) (75 épisodes)
- 2017-2018 : Damnation : Seth Davenport (Killian Scott)
- 2017-2018 : Au nom du père : Christian (Simon Sears (da)) (20 épisodes)
- 2018 : Hard Sun : Charlie Hicks (Jim Sturgess) (mini-série)
- depuis 2021 : Dom : Victor Dantas (Flávio Tolezani (pt))
- 2022 : Esterno notte : Valerio Morucci (Gabriel Montesi (it)) (mini-série)
- 2022 : Dahmer - Monstres : L'Histoire de Jeffrey Dahmer : Jeffrey Dahmer (Evan Peters) (mini-série)
- 2023 : Un meurtre au bout du monde : Todd (Louis Cancelmi (en)) (mini-série)
- 2025 : Zero Day : Roger Carlson (Jesse Plemons) (mini-série)
- 2025 : Black Mirror : l'inspecteur Kano (James Nelson-Joyce (en)) (saison 7, épisode 3)
- 2025 : Sirens : Raymond (Josh Segarra) (mini-série)

## Distinctions
- Palmarès du théâtre 2013 : Prix révélation masculine pour Hernani